# Patrick Gagnon
Pour les articles homonymes, voir Gagnon.
Patrick Gagnon (né le 12 février 1962) est un conseiller en relations gouvernementales, expert-conseil et homme politique fédéral du Québec.

## Biographie
Né à New Richmond, il obtient un baccalauréat en science politique de l'Université McGill et poursuit des études en littérature et de politiques internationales à la Sorbonne.
M. Gagnon devient député du Parti libéral du Canada dans la circonscription de Bonaventure—Îles-de-la-Madeleine en 1993. Après avoir servi comme secrétaire parlementaire du Solliciteur général du Canada de 1993 à 1996, il fut défait par moins de 179 votes derrière le bloquiste Yvan Bernier dans Bonaventure—Gaspé—Îles-de-la-Madeleine—Pabok en 1997.
L'année de sa défaite, il établit une firme d'affaires publiques, Protocol Strategies and Solutions Ltd. En 2004, il fonda, avec des anciens députés fédéraux, dont Deborah Grey, Val Meredith, John Nunziata et Lorne Nystrom, la firme The Parliamentary Group Inc. qui s'occupe des relations fédérales/provinciales pancanadiennes.